# Hellgard Rauh
Hellgard Rauh (* 1942 in Königs Wusterhausen) ist eine deutsche Psychologin mit dem Schwerpunkt Entwicklungspsychologie. Im Fokus ihrer Forschung stehen Fragen nach möglichen Risikofaktoren für den Erwerb kognitiver Kompetenzen und die psycho-sozialen Entwicklung von Kindern. Seit 2007 ist sie emeritierte Professorin.

## Leben und Werdegang
Hellgard Rauh studierte Psychologie an der Universität Bonn und wurde dort 1972 zum Dr. phil. promoviert. Das Thema ihrer Dissertation lautete Der Zahlbegriff bei vier- bis siebenjährigen Kindern - ein Beitrag zu einer entwicklungspsychologischen Analyse des Denkens.
Sie war kurzzeitig Assistentin von Karlheinz Ingenkamp an der Erziehungswissenschaftlichen Hochschule in Landau. Bereits 1973 wurde sie als Wissenschaftliche Rätin und Professorin (H3 2) an die Universität Bielefeld berufen. Dort war sie neben zwei Kolleginnen aus Linguistik und Literaturwissenschaft unter 100 Professoren eine der ersten Frauen.
1977 wurde sie als Entwicklungspsychologin an den Fachbereich Psychologie der Freien Universität Berlin berufen, wo sie als ordentliche Professorin tätig war. Sie folgte 1995 einem Ruf an die Universität Potsdam und leitete dort bis zu ihrer Emeritierung 2007 die Abteilung Entwicklungspsychologie (Developmental Psychology) im Fachbereich Psychologie (Department of Psychology).

## Wirken
Hellgard Rauh hat sich als Entwicklungspsychologin auf die Lebensabschnitte Frühe Kindheit, Kindheit und Jugend in Deutschland konzentriert. Dabei ging es ihr zum einen um altersabhängige Verläufe einer weitgehend unbeeinträchtigten Entwicklung, zum anderen um Kinder und Familien mit speziellen Belastungen. Viele ihrer Untersuchungen mündeten in richtungsweisende Texte für Lehrbücher oder auch als Materialien für Schulbegleiter im Bereich Entwicklungspsychologie, Pädagogik und Bildung.
Ein Hauptaugenmerk der entwicklungspsychologischen Fragestellung von Rauh lag auf Entwicklungsverläufen von Kindern mit Trisomie 21 bzw. mit Downsyndrom. Ein anderer Schwerpunkt ihrer Forschung war die Entwicklung von Kindern, deren Mutter an Epilepsie erkrankt war. Vielfach forschte und publizierte sie zusammen mit Fachleuten aus der Medizin. Auch mit psychologischer Theoriebildung, deren Konzepten und Begrifflichkeit hat sie sich auseinandergesetzt.